# 花澤勇佑
花澤 勇佑（はなざわ ゆうすけ 1985年8月15日 - ）は千葉県長柄町出身の男性プロデューサーである。 
キックボクシングイベントKNOCK OUT(ノックアウト)を主催する株式会社キックスロード代表取締役。そのほかトレーディングカードゲーム「キング オブ プロレスリング」プロデューサーを務めていた。
2018年5月にキックスロード代表取締役を退任。後任には元新日本プロレス代表取締役社長の原田克彦が就任した。
その後はサイバーファイトに入社し、ノアデジタル＆クリエイティブ担当（クリエイティブディレクター）としてプロレスにかかわる。